# Luis Medina (beisbolista)
Luis Ángel Medina (Nagua, República Dominicana, 3 de mayo de 1999), más conocido como Luis Medina, es un jugador profesional dominicano de béisbol que se desempeña en la posición de lanzador en Athletics, equipo de las Grandes Ligas de Béisbol (MLB).

## Carrera
En 2023, Medina hizo su debut en la MLB con el equipo Athletics, donde lleva jugando dos temporadas.